# カルテットコミュニケーションズ
株式会社カルテットコミュニケーションズ（英: QUARTET COMMUNICATIONS Co.,Ltd.）は、インターネット広告事業やインターネットマーケティングに関するSaaS事業を手掛ける企業である。

## 概要
株式会社カルテットコミュニケーションズは、愛知県名古屋市中区に本社を置き、インターネット広告代理店として2011年から正式に活動しており、マーケティングSaaSではLisketや無限GAレポートメーカーを提供している。

## 沿革
- 2011年8月 - 株式会社カルテットコミュニケーションズ設立
- 2012年11月 - リスティング広告運用総合支援ツール「 Lisket」リリース
- 2015年3月 - 地域ベンチャー支援ネットワーク「NOBUNAGA21」ニュービジネスプラン助成金にて優秀賞を受賞[3]
- 2016年6月 - Google Partner プレミアバッジに認定
- 2017年4月 - Yahoo! JAPAN よりマーケットデベロップメントパートナー、エリアデベロップメントパートナーに選出
- 2018年1月 - 第4回ホワイト企業大賞において特別賞を受賞[4]
- 2018年8月 - 第31回日経ニューオフィス賞において中部ニューオフィス奨励賞を受賞[5]
- 2019年12月 - 厚生労働省よりユースエール認定企業として認定
- 2020年4月 - Yahoo! JAPAN よりYahoo!マーケティングソリューション マーケット開発パートナーに認定
- 2020年12月 - Googleアナリティクスレポート作成ツール「無限GAレポートメーカー」リリース
- 2020年12月 - 名古屋市より女性の活躍推進企業として認証
- 2022年4月 - JICDAQ（一般社団法人デジタル広告品質認証機構）より品質認証事業者に選定
- 2022年9月 - Google「Premier Partner Awards 2022」優れた職場環境にてファイナリスト選出
- 2023年3月 - 超実践型Web広告運用者育成スクール「イマカラ」をローンチ